# Pearl Kendrick
Pearl Kendrick   (Wheaton, 24 d'agost de 1890 - Grand Rapids, 8 d'octubre de 1980), de nom complet Pearl Louella Kendrick, fou una bacteriòloga estatunidenca. Kendrick és coneguda per codesenvolupar el primer vaccí, amb Grace Eldering i Loney Gordon, per a la tos ferina. També va contribuir a la promoció dels estàndards internacionals sobre les vacunes.

## Primers anys i educació
Pearl Louella Kendrick va néixer el 24 d'agost de 1890 a Wheaton, Illinois, Estats Units. El seu pare era enginyer. Quan tenia només tres anys, havia desenvolupat la tos ferina. Es va graduar a l'escola secundària el 1908 i va assistir al Greenville College durant un any, abans de d'ingressar a la Universitat de Syracuse. El 1914, va rebre la seva Llicenciatura universitària en ciències ( B.S.) a Syracuse. Kendrick es va graduar a la Universitat Johns Hopkins el 1934.

## Recerca
Després de la seva graduació, Kendrick es va dedicar a investigar la tos ferina (catarro) basant-se en les dades estadístiques de l'època: de mitjana, la malaltia produïa la mort de 6.000 persones als Estats Units, de les quals la immensa majoria (un 95 per cent) en edat infantil. Es va traslladar a Grand Rapids (Michigan) i va treballar en una sucursal del laboratori de Western Michigan al departament de salut de Michigan. Allà va conèixer Grace Eldering, que es trobava a Lansing i treballava al Departament de Salut de l'Estat.
Kendrick i Eldering van encapçalar el projecte de la vacuna mitjançant el desenvolupament de programes, proves i la possible inoculació de la mainada amb la vacuna contra la tos ferina. La vacuna va tenir èxit. Michigan va començar a distribuir la vacuna el 1940 i les morts per tos ferina van disminuir. El seu treball va contribuir significativament al desenvolupament d'una tècnica de cultiu en placa, que permetia confirmar el diagnòstic normalment en 48 hores. El caràcter col·laboratiu del seu treball dins de la comunitat de recerca bacteriològica i la seva col·laboració amb la comunitat de salut pública de Grand Rapids són reconeguts com una contribució important a la investigació de la vacuna i a la salut pública.
Quan la vacuna contra la tos ferina es trobava en la seva fase inicial de desenvolupament, la vacuna feta als Estats Units era molt efectiva, mentre que la vacuna feta localment a Anglaterra semblava que no tingués cap efecte de protecció. Aleshores, Kendrick, juntament amb altres, va ser convidada a ser membre del Comitè d'Immunització de la Tos Ferina del Consell d'Investigació Mèdica de Gran Bretanya per ajudar-hi amb el mètode de desenvolupament de vacunes.

## Darrers anys i mort
El 1951, Kendrick es va retirar del departament de salut pública de Michigan. Després de retirar-se, va ser membre del claustre de professorat del Departament d'Epidemiologia de la Universitat de Michigan. Es va retirar de la universitat el 1960. Kendrick va exercir de presidenta de la Societat Americana de Microbiologia de Michigan. Va morir el 8 d'octubre de 1980 a Grand Rapids.

## Reconeixement
Kendrick va entrar al Saló de la fama de les dones de Michigan el 1983.